# Douglas Haig
El mariscal de camp Douglas Haig, primer comte de Haig (Edimburg, 19 de juny de 1861 – Londres, 29 de gener de 1928), fou un militar britànic que va lluitar a la Guerra del Mahdí i a la Segona Guerra Bòer, i que va comandar el Cos Expedicionari Britànic (British Expeditionary Force, BEF) des del 1915 fins al final de la Primera Guerra Mundial (1918).
Haig va destacar desafortunadament per l'extraordinari nombre de baixes que va patir la força a les seves ordres, fins a 2 milions de soldats britànics morts, de manera que es va guanyar el malnom de "Butcher Haig", el "Carnisser Haig". Representa un cas típic de militar "d'una altra època", incapaç d'entendre i aplicar les tàctiques i tecnologies modernes.
Tot i que fou molt popular després de la guerra, i que el dia del seu funeral fou de dol nacional, el paper de Haig a la història fou objecte de revisió profunda a partir de la Dècada del 1960. El llibre d'Alan Clark The Donkeys ("Els burros", 1961) va popularitzar la polèmica expressió "lleons menats per burros" per fer referència als generals de l'exèrcit britànic. Clark atribuí aquesta dita a un general alemany, tot i que admeté, abans de morir, que havia mentit. Tanmateix, des de la Dècada del 1980, tant els historiadors com molts veterans de guerra, van seguir elogiant l'actuació de Haig. Haig també és responsable d'haver signat moltes penes de mort per a soldats destinats al front durant la Primera Guerra Mundial, tot i que aquestes decisions foren revocades pel govern britànic el 2006, i tots els homes van rebre el perdó pòstum, i el reconeixement corresponent com a víctimes de la guerra.

## Condecoracions
Cavaller de l'orde del Card (KT) (1917)
 Gran Creu de l'orde del Bany (GCB) (3 de juny de 1915)
Cavaller comandant de l'orde del Bany (KCB) – 3 de juny de 1913
Company de l'orde del Bany (CB) – 27 de setembre de 1901
 Membre de l'orde del Mèrit (OM) - 3 de juny de 1919
 Gran Creu del Reial Orde Victorià (GCVO) – 15 d'agost de 1916
Cavaller comandant del Reial Orde Victorià (KCVO) - 25 de juny de 1909
Comandant del Reial Orde Victorià (CVO) - 1904
 Cavaller Comandant de l'orde de l'Imperi Indi (KCIE) – 12 de desembre de 1911
Medalla Delhi Durbar
 Medalla de la Reina del Sudan 1896-97
 Medalla de la Reina de Sud-àfrica 1899-1902
 Medalla del Rei de Sud-àfrica 1901-1902
 Estrella de 1914
 Medalla Britànica de la Guerra 1914-20
  Medalla de la Victòria 1914-1918
 Gran Creu de la Legió d'Honor (França) – 24 de febrer de 1916
 Gran Oficial de la Legió d'Honor – 15 de maig de 1915)
 Creu de guerra 1914-1918 (França) - 21 d'abril de 1917
 Gran Creu de l'orde de Sant Maurici i Sant Llàtzer (Itàlia) – 14 de setembre de 1916
 Medalla Obilitch d'Or (Montenegro) 31 d'octubre de 1916
 Orde de Sant Jordi de 4a classe (Russia) 1 de juny de 1917
 Creu de Guerra (Bèlgica) - Març de 1918
 Gran Creu de l'orde de l'Estrella de Karađorđe amb Espases (Sèrbia), divisió militar - 10 de setembre de 1918
 Gran Cordó amb Flors de Paulònia de l'Orde del Sol Naixent (Japó) - 9 de novembre de 1918
 Orde de Miquel el Valent de 1a classe (Romania) 20 de setembre de 1919
 Gran Cordó de l'orde de Leopold (Bèlgica) 24 de febrer de 1916
  Medalla del Khedive de Sudan (Kedivat d'Egipte) 1898